# 陈舜
陈舜（1964年2月—），男，汉族，云南镇雄人。1987年9月参加工作，1986年12月加入中国共产党。云南大学物理系理论物理专业本科毕业，云南大学经济系统计学专业硕士毕业，南开大学国际经济研究所世界经济专业博士研究生学历。曾任中共河南省委常委、组织部部长，中共安徽省委常委、宣传部部长，现任安徽省政协副主席。

## 简历
1981年7月，在云南大学物理系理论物理专业学习。1985年7月，在云南大学经济系统计学专业读硕士研究生。1987年9月，任云南省人口与经济社会发展战略研究中心干部。1988年9月，任云南财贸学院教师。1991年9月，在南开大学国际经济研究所世界经济专业读博士研究生。1994年9月，在复旦大学博士后流动站任研究人员。
1996年12月，进入中国证券监督管理委员会任办公室综合处干部。1997年6月，任办公室综合处调研员。1998年12月，任信息中心副主任。2000年11月，任市场监管部副主任。2004年4月，任稽查二局副局长，同年11月任稽查二局局长。2006年1月，任稽查一局局长。2007年11月，任中国证券监督管理委员会首席稽查。
2011年5月，任中华人民共和国教育部办公厅主任。2012年3月，任教育部部长助理、党组成员。
2016年11月，任云南省人民政府副省长、党组成员。2021年2月，任中共云南省委常委、秘书长。同年9月，调任中共河南省委常委、组织部部长。2023年4月，转任中共安徽省委常委、宣传部部长。2024年1月，当选十三届安徽省政协副主席。